# Revólver Tipo 26
El revólver Tipo 26 o Modelo 26 (二十六年式拳銃; Nijuuroku-nen-shiki kenjuu, en japonés), fue la primera arma auxiliar moderna adoptada por el Ejército Imperial Japonés. Fue desarrollado en el Arsenal de Koishikawa y fue llamado así por su año de adopción según el sistema de fechado japonés (el vigesimosexto año de reinado del Emperador Meiji, o 1893). Este revólver fue empleado en diversos conflictos, tales como la Guerra ruso-japonesa, la Primera Guerra Mundial y la Segunda Guerra Mundial.
Es un conglomerado de características de diseño de otros revólveres fabricados durante la época. Tiene una falla de diseño que permite al tambor girar más de lo debido, por lo que la recámara no se alineará exactamente con el cañón. Sus cinco fases de producción tienen distintos marcajes, por lo que estos dependerán del periodo en que se produjo cada revólver. El cartucho 9 x 22 R Japonés es específico para esta arma. El Tipo 26 es de doble acción única, por lo que es difícil apuntar con precisión. Fue reemplazado por pistolas semiautomáticas japonesas en la primera mitad del siglo XX.

## Historia

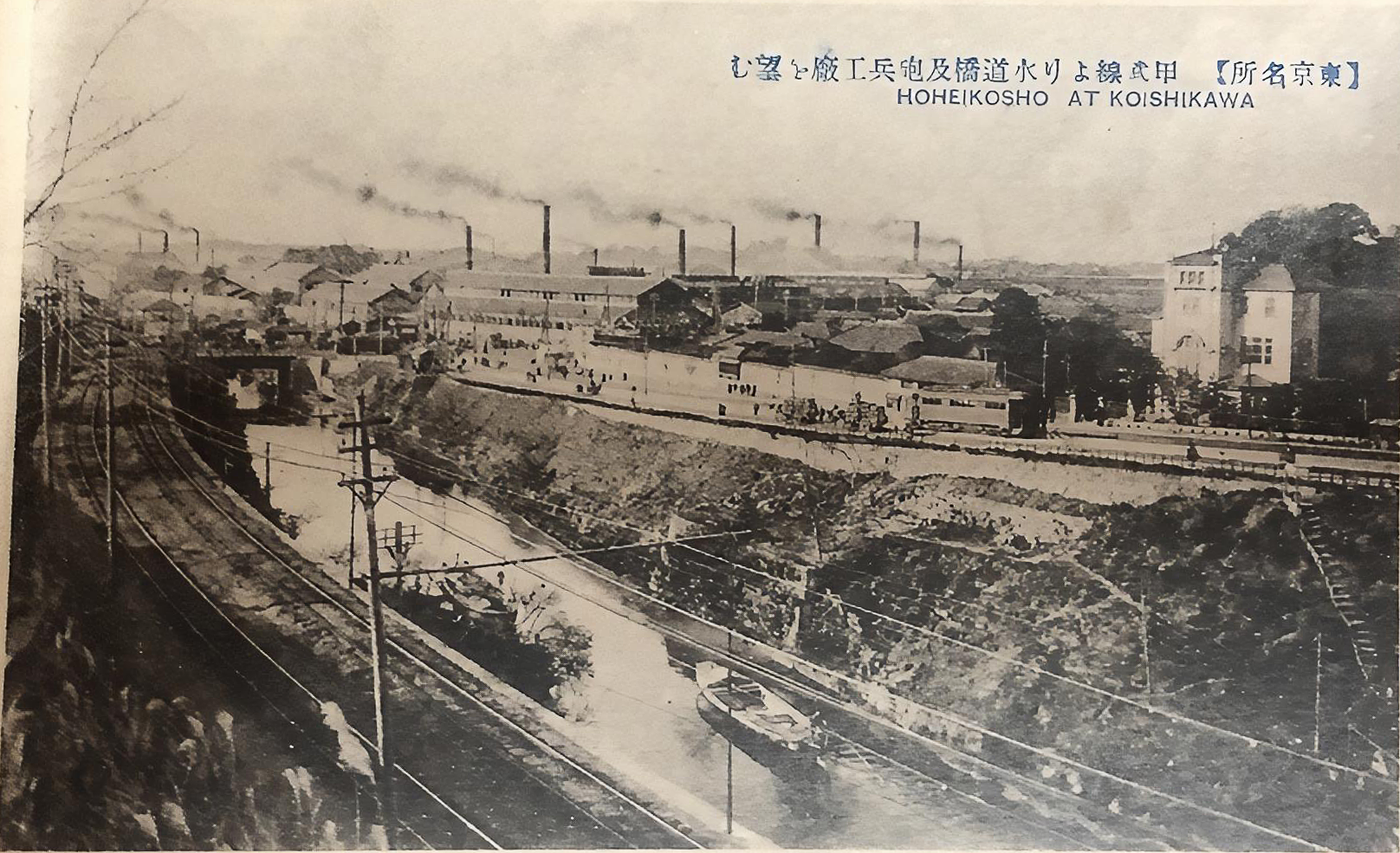
El Arsenal de Koishikawa antes del Gran terremoto de Kantō.

Conocido como el Meiji 26 Nen Ken Ju, o Pistola Modelo del vigesimosexto año de la Era Meiji, el Tipo 26 fue el primer revólver de fabricación nacional adoptado por el Ejército Imperial Japonés. El Tipo 26 fue producido para reemplazar al envejecido Smith & Wesson Nuevo Modelo Número 3 y fue oficialmente adoptado el 29 de marzo de 1894. Se cree que su diseño es una mezcla de características tomadas de otros revólveres. El diseño del mecanismo es similar al de los revólveres Galand, el armazón con bisagra es similar al de los revólveres Smith & Wesson y la cubierta lateral que cubre el mecanismo es similar a la del Revólver Modelo 1892. Su cartucho estuvo cargado con pólvora negra hasta 1900, cuando los cartuchos empezaron a ser cargados con pólvora sin humo. El Tipo 26 es considerado un importante salto en el desarrollo de las pistolas japonesas a pesar de su influencia internacional, ya que 40 años antes el tipo de pistola japonesa más común era la de mecha. Su producción cesó después de 1923, cuando la mayor parte del Arsenal de Koishikawa fue destruido en el Gran terremoto de Kantō, pero siguió siendo ensamblado hasta agotar los lotes de piezas. Se produjeron aproximadamente 59.000 revólveres Tipo 26, con unos 900 adicionales de preproducción. La restauración y resuministro de revólveres que fueron retirados de servicio debido a daños o desgaste, fueron llevados a cabo según las necesidades por un periodo de varios años. Los Tipo 26 originales no llevan estampados los marcajes externos de los revólveres producidos más tarde, siendo identificables por números estampados en sus piezas internas. Estos revólveres todavía eran empleados en 1945, por lo que según el experto en armas de fuego Ian Hogg, es considerado un testamento a su mano de obra y un arma mucho más apta para combate que las posteriores pistolas japonesas.
El Tipo 26 originalmente iba a ser un arma auxiliar para la Caballería, por lo que trae un típico anillo portacorrea en la base de la empuñadura. Debido a problemas de suministro, fue ampliamente empleado como arma auxiliar y quedó en servicio hasta el fin de la Segunda Guerra Mundial.

## Diseño
El Tipo 26 tiene una longitud de 231 mm y una altura de 130 mm, pesando 880 g cuando está descargado. Tiene un cañón octagonal, con el punto de mira incrustado directamente en este. El alza está incorporada en la parte superior del armazón. Una cubierta lateral abisagrada permite acceder al mecanismo para lubricarlo y darle mantenimiento. El arma se abría al levantar el retén superior, tras lo cual el cañón iba hacia abajo y activaba el eyector automático. La hendidura que permite acceder al tambor se encuentra en la parte superior trasera del armazón. Este revólver es de doble acción única porque su martillo no tiene el resalte de amartillado, para evitar que se enrede en las ropas y se dispare por accidente. Su mecanismo se activaba al apretar el gatillo y respondía con lentitud. La demora en responder hacía que apuntar con precisión sea virtualmente imposible. El tambor tenía una seria falla de diseño, que lo hacía girar mientras el martillo era armado. Esto le permitía girar al tambor cuando rozaba un objeto, o debido a la inercia de un súbito movimiento lateral. Como el tambor puede girar libremente, una recámara vacía o con un casquillo podía situarse delante del cañón en lugar del siguiente disparo, un evento peligroso para el usuario durante el combate. Los revólveres Tipo 26 posteriores tienen cachas con entalles horizontales en lugar del diseño cuadrillado inicial, así como diferencias del acabado exterior, profundidad y apariencia de los marcajes estampados. El pavonado del acero es excelente, a pesar de que el acero empleado es blando en comparación con los estándares occidentales. El cartucho 9 x 22 R Japonés empleado por el Tipo 26 es específico para esta arma. Tanto el Tipo 26 como su cartucho fueron reemplazados después por pistolas semiautomáticas tales como la Nambu Tipo 14 a inicios del siglo XX.

## Cinco periodos de producción
Las diferencias entre marcajes y acabados de los revólveres Tipo 26 que sobrevivieron a la guerra, ha llevado a la categorización de su producción en cinco periodos.

### Producción inicial limitada sin marcajes
Los Tipo 26 de producción inicial no tienen marcajes externos. Los revólveres tienen marcajes que indican que fueron reparados en el Arsenal y se cree que fueron producidos a fines de 1893 o a inicios de 1894, antes de su adopción oficial. Es posible que se produjeran unos 300 revólveres sin marcajes externos. No se sabe de ejemplares del Tipo 26 con números de serie duplicados.

### Producción inicial limitada
Se sabe que una pequeña cantidad de revólveres tienen estampado el símbolo del Arsenal, pero sin números de serie estampados en el armazón. Por razones desconocidas, estos revólveres estaban entreverados con revólveres que tenían marcajes de producción de serie. Esta producción tiene ejemplares que pueden emplear el cartucho .38 S&W, pero esto puede deberse a una modificación posterior.

### Producción de serie
Todos los revólveres Tipo 26 de la producción de serie tienen cachas cuadrilladas, al igual que características de acabado originales. La mayoría de revólveres de serie tienen un número de serie situado entre 1.000 y 58.900. Los modelos de serie padecieron un gran desgaste debido a su largo tiempo en servicio activo.

### Producción final limitada
Los revólveres de producción final posiblemente fueron producidos después del gran terremoto de Kantō, proabablemente apenas produciéndose 325 revólveres. Los ejemplares conocidos tienen números de serie que van desde 58.903 y 59.227.

### Revólveres reparados en el Arsenal
Los Tipo 26 reparados en el Arsenal no tienen el pavonado azabache o cachas cuadrilladas. Las cachas con líneas paralelas son comunes entre los Tipo 26 reparados y el marcaje del Arsenal de Nagoya indica que fueron reparados ahí después de ser producidos en el Arsenal de Koishikawa. Dos revólveres Tipo 26 reparados tienen cifras siamesas estampadas en las cachas, lo que indica que fueron comprados por el gobierno tailandés. Otros dos Tipo 26 reparados tienen una estrella de cinco puntas estampada en la cubierta lateral del armazón, lo que indica que fueron empleados en Indonesia después de la Segunda Guerra Mundial.

## Accesorios

### Funda
El revólver Tipo 26 era suministrado con una funda tipo ostra, similar a la del revólver francés Modelo 1892. Las primeras fundas del Tipo 26 eran negras y los acolladores de algodón suministrados con estas eran de un color azul oscuro conocido en Japón como kon. Tenían un bolsillo de cuero para la baqueta, que iba cosido en el borde delantero de la funda. La mayoría de fundas llevan estampadas en la parte interior de la cubierta los marcajes del fabricante, así como los marcajes de inspección del Arsenal y el año de fabricación. Las primeras fundas, suministradas a fines de la década de 1890 e inicios de la década de 1900, tenían una forma y un tamaño ligeramente diferentes, además de no tener un bolsillo para la baqueta. Unas cuantas fundas desarrolladas en 1943 tienen piezas metálicas completamente pintadas de negro, sin accesorios de latón y acero galvanizado. Las fundas producidas hacia el final de la Segunda Guerra Mundial tienen una tela "última defensa" similar a las fundas de la pistola Nambu Tipo 94 de la misma época, sin correas para el hombro, o bolsillos para baquetas y munición.

### Bocacha lanzagranadas
El lanzagranadas Tipo 90 fue desarrollado para emplearse con el revólver Tipo 26. Podía lanzar granadas de gas lacrimógeno con un cartucho 9 x 22 R Japonés especial, en lugar de los cartuchos habituales.

## Usuarios
- Imperio del Japón
- Francia: Se exportaron a Francia 1.000 revólveres Tipo 26.[17]